# Ishtub-El
Ishtub-El o també Ištub-Illum va ser un governador de la ciutat i regne de Mari, a l'antiga Mesopotàmia, un dels coneguts com a shakkanakku . Era fill d'un altre governador militar anomenat Ishma-Dagan, i germà de Nur-Mer, a qui va succeir en el govern.
Segurament era contemporani de la Segona dinastia de Lagaix, i possiblement del rei Gudea. Les llistes trobades indiquen que Ishtub-El va governar 11 anys. Se'l coneix per unes inscripcions que fan referència al seu pare, i per unes altres que diuen que va construir un temple.